# شب و لحظه
شب و لحظه (به انگلیسی: The Night and the Moment) فیلمی محصول سال ۱۹۹۴ و به کارگردانی آنا ماریا تاتو است. در این فیلم بازیگرانی همچون ویلم دفو، لنا اولین، میراندا ریچاردسون، کارول ریچرت و ژان-کلود کاریر ایفای نقش کرده‌اند.